# ایان فیتزپاتریک
ایان فیتزپاتریک (انگلیسی: Ian Fitzpatrick؛ زادهٔ ۲۲ سپتامبر ۱۹۸۰) بازیکن فوتبال اهل بریتانیا است.
از باشگاه‌هایی که در آن بازی کرده‌است می‌توان به باشگاه فوتبال رادکلیف بورو، باشگاه فوتبال شروزبری تاون، باشگاه فوتبال اشتون یونایتد، باشگاه فوتبال منچستر یونایتد، باشگاه فوتبال نورتویچ ویکتوریا، و باشگاه فوتبال درویلزدن اشاره کرد.